# Офранвиль
Офранвиль (фр. Offranville) — коммуна на севере Франции, регион Нормандия, департамент Приморская Сена, округ Дьеп, кантон Дьеп-1. Расположена в 8 км к югу от Дьепа и в 2 км от автомагистрали N27.
Население (2018) — 3 124 человека.

## Достопримечательности
- Церковь Святого Уана с колокольней XVI века высотой 45 м
- Музей художника Жака-Эмиля Бланша, жившего и умершего в Офранвиле

## Экономика
Структура занятости населения:
- сельское хозяйство — 2,0 %
- промышленность — 44,1 %
- строительство — 3,7 %
- торговля, транспорт и сфера услуг — 27,9 %
- государственные и муниципальные службы — 22,3 %

Уровень безработицы (2017) — 10,1 % (Франция в целом —  13,4 %, департамент Приморская Сена — 15,3 %). 

Среднегодовой доход на 1 человека, евро (2018) — 23 010 (Франция в целом — 21 730, департамент Приморская Сена — 21 140).

## Демография
Динамика численности населения, чел.

## Администрация
Пост мэра Офранвиля с 2014 года занимает Имельда Вандеканделаэр (Imelda Vandecandelaere), член Совета департамента Приморская Сена от кантона Дьеп-1. На муниципальных выборах 2020 года возглавляемый ею правый  список победил во 2-м туре, получив 53,48 % голосов.
| Период | Период | Фамилия                | Партия                               | Примечания                                            |
| ------ | ------ | ---------------------- | ------------------------------------ | ----------------------------------------------------- |
| 1971   | 2008   | Жан Данья              | Социалистическая партия Разные левые | директор лицея, член Генерального совета департамента |
| 2008   | 2014   | Клод Долик             |                                      | юрист                                                 |
| 2014   |        | Имельда Вандеканделаэр | Разные правые                        | социальный работник, член Совета департамента         |

## Города-побратимы
- Термастон, Великобритания